# Reial Acadèmia de Jurisprudència i Legislació
|  | No s'ha de confondre amb Acadèmia de Jurisprudència i Legislació de Catalunya. |

La Reial Acadèmia de Jurisprudència i Legislació es va crear en 1730 a Madrid de la mà d'un grup de trenta juristes que pretenien desenvolupar l'esperit il·lustrat academicista mitjançant la posada en comú dels seus coneixements. Entre els seus membres es trobaven importants personatges de l'època, com José Moñino, que més tard seria el comte de Floridablanca i Secretari d'Estat amb Carles III. Va ser aquest el seu primer President oficial i qui el 20 de febrer de 1763 li va atorgar la cèdula que la reconeixia amb el caràcter de Reial Acadèmia de Lleis d'aquests Regnes i de Dret Públic, en un nivell similar al reconegut per l'Acadèmia de la Llengua. Emparats en la il·lustració espanyola van desenvolupar una ingent tasca de recollida i ordenació de textos jurídics, manuals i documents històrics.

## Funcions
Segons els estatuts que regulen la Reial Acadèmia, les seves funcions són les d'investigar la ciència del Dret i les seves matèries auxiliars, contribuint a progrés de la legislació. Per a això realitza informes i respon a les consultes que se li plantegen, investiga la història del Dret, organitza conferències i cursos monogràfics i manté una àmplia biblioteca jurídica.

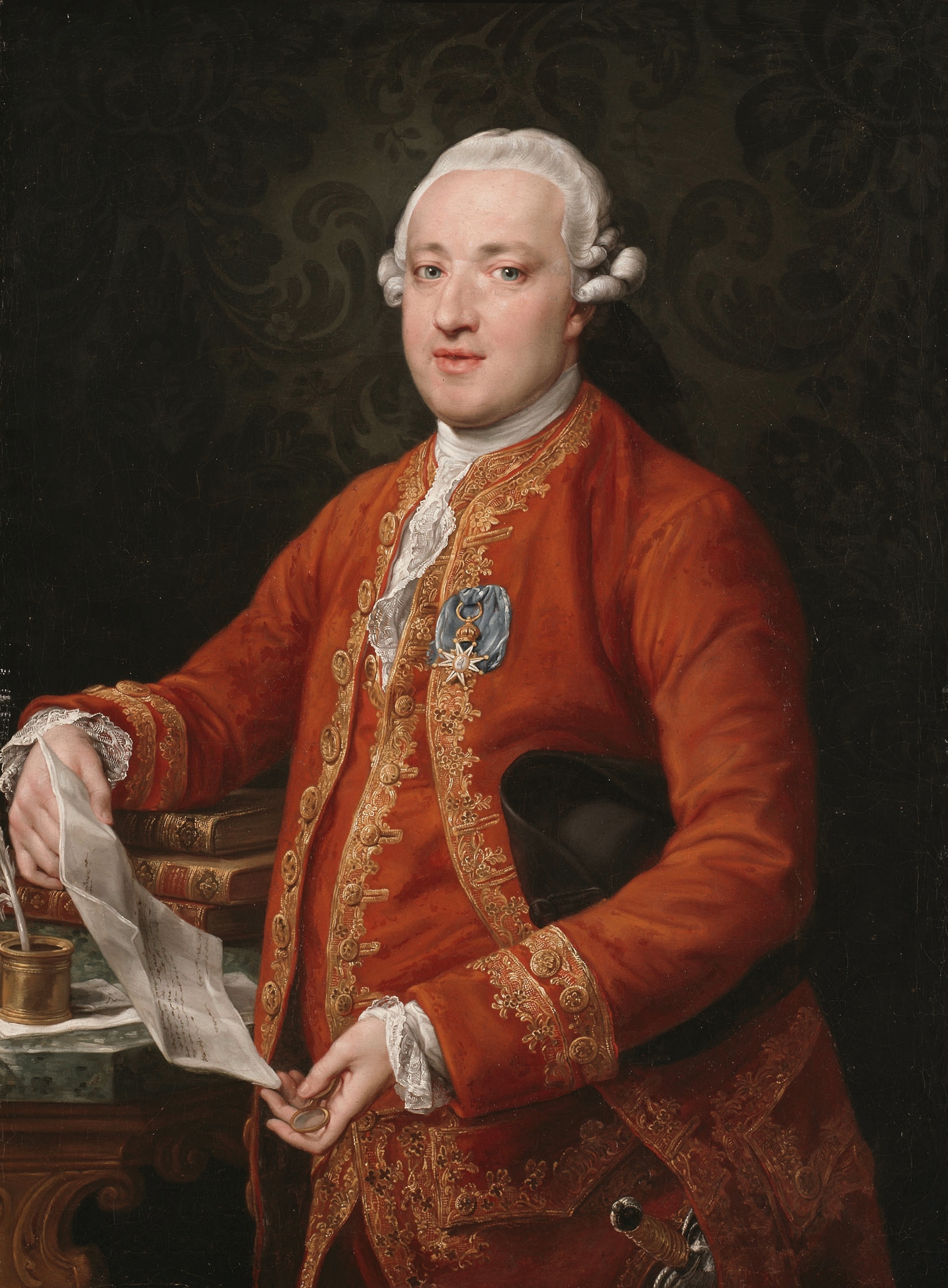
El Comte de Floridablanca, artífex de la creació de la Reial Acadèmia de Jurisprudència, segons retrat de Pompeo Batoni.

## Història
Per la Reial Ordre de 14 de febrer de 1836 s'unificaren totes les Reials Acadèmies de Lleis i Dret en l'Acadèmia Matritense de Jurisprudència i Legislació. Per Reial Ordre de 19 de juny de 1882 es tornà a concedir el títol inicial de Reial, quedant la denominació que perdura fins a l'actualitat.
Quan Josep I Bonaparte és coronat Rei d'Espanya, l'Acadèmia rebutja el seu reconeixement el que li permetrà al restabliment de l'absolutisme per Ferran VII, comerciejar-se la simpatia d'aquest i obtenir una forta ajuda econòmica. No obstant això, si bé no havia legitimat al monarca bonapartista, l'Acadèmia tenia una clara empremta liberal que es veuria ràpidament testificada amb la jura pels seus membres de la Constitució de Cadis en 1820 en plena Espanya convulsa i que va obligar a l'Estat a intervenir-la, limitant l'autonomia de la qual havia gaudit fins a aquest moment i dividint-la en dues acadèmies (la de Carles III i la de Nuestra Señora del Carmen). Els canvis de denominació van ser continus a partir d'aquest moment. Durant la Regència de Maria Cristina de Borbó es van tornar a unir les acadèmies amb el nom d'Acadèmia Matritense de Jurisprudència i Legislació i va recuperar la seva autonomia.
El segle xix fou un període fecund i ric i, després del Sexenni Democràtic, Alfonso XII restaura el títol de Reial Acadèmia, que tornarà a perdre durant la Segona República i recuperar de nou en el franquisme fins avui.2019
Mitjançant el Decret de 27 de juny de 1947 es van aprovar uns estatuts. El 2 de gener de 1957 s'aprovà el reglament de l'acadèmia.

## Acadèmics actuals
Actualment són Acadèmics de Nombre, per ordre d'antiguitat:
- José Luis Villar Palasí (Md. n.º 31)
- José Mª Castán Vázquez (Md. n.º 4)
- Manuel Díez de Velasco y Vallejo (Md. n.º 39)
- Jesús González Pérez (Md. n.º 37)
- Luis Díez-Picazo y Ponce de León (Md. n.º 9)
- Aurelio Menéndez (Md. n.º 2)
- José Antonio Escudero López (Md. n.º 5)
- José Javier López Jacoiste (Md. n.º 17)
- Rafael Navarro-Valls (Md. n.º 23)
- Ángel Sánchez de la Torre (Md. n.º 35)
- Diego Espín Cánovas (Md. n.º 33)
- Antonio Rodríguez Adrados (Md. n.º 13)
- Víctor Fairén Guillén (Md. n.º 37)
- Gustavo Villapalos Salas (Medalla núm. 31)
- Manuel Amorós Guardiola (Md. n.º 14)
- Landelino Lavilla Alsina (Md. n.º 6)
- Rafael de Mendizábal Allende (Md. n.º 16)
- José Juan Pintó Ruiz (Md. n.º 36)
- Antonio Pau Pedrón (Md. n.º 1)
- José Luis Pérez de Ayala y López de Ayala, Comte de Cedillo i Comte de Fuensalida (Md. n.º 18)
- Fernando Sánchez Calero (Md. n.º 10)
- Luis Martí Mingarro (Md. n.º 22)
- Alfredo Montoya Melgar (Md. n.º 29)
- Ramón López Vilas (Md. n.º 24)
- Gonzalo Rodríguez Mourullo (Md n.º 3)
- Manuel Pizarro Moreno (Md. n.º 34)
- Jesús Marina Martínez-Pardo (Md. n.º 15)
- Juan Antonio Sagardoy Bengoechea (Md. n.º 20)
- Pablo Fuenteseca Díaz (Md. n.º 40)
- Lorenzo Martín-Retortillo Baquer (Md. n.º 19)
- Tomás Ramón Fernández Rodríguez (Md. n.º 30)
- Evelio Verdera y Tuells (Md. n.º 7)
- Manuel Olivencia Ruiz (Md. n.º 11)
- Rafael Calvo Ortega (Md. n.º 27)
- Antonio Fernández de Buján (Md. n.º 33)
- José Ángel Martínez Sanchiz (Md. n.º 25)

### Acadèmics honoraris espanyols
- Julián Herranz Casado (elegit el 15 de gener de 2007).

Presidents d'Academies de Jurisprudència associades a l'Institut d'Espanya:
- Miquel Coll Carrera (Balears)
- Jerónimo Gallego Pérez (Valladolid)
- José Antonio García Caridad (La Corunya)
- Josep Guardia i Canela (Catalunya)
- Francisco Martínez Escribano (Múrcia)
- José Luis Merino Hernández (Saragossa)
- Ángel Olavarría Téllez (Sevilla)
- José Luis Pérez de Castro (Astúries)
- Eduardo Roca Roca (Granada)